# Château de Mehun-sur-Yèvre
El castillo de Mehun-sur-Yèvre es una antigua fortaleza medieval situada en el municipio de Mehun-sur-Yèvre, departamento de Cher, en la región Centro-Val de Loire, antiguamente en el Ducado de Berry. Actualmente en ruinas, se encuentra sobre una eminencia rocosa que domina la confluencia del Yèvre y el Annain.

## Histórico
La existencia de un castillo defensivo en Mehun-sur-Yèvre se remonta probablemente al IX IX . que sucede a un antiguo oppidum. Perteneció a las familias de Mehun, de Vierzon en el siglo XI, luego Courtenay-Champignelles en el siglo XII, antes de mudarse a la casa de Artois . Después de que la propiedad del famoso Robert III de Artois fuera confiscada en 1332, finalmente volvió a la Corona y, por lo tanto, a la familia real de los Valois. Tuvo su apogeo en la Edad Media alrededor siglo XIV pero fue rápidamente abandonada por los reyes tras el reinado de Charles VII y las visitas de Juana de Arco (entre 1429 y 1431).
El siglo XVIII  y las secuelas de la Revolución Francesa marcaron su sentencia de muerte y su desmantelamiento, con su transformación en una cantera de piedra.
La transmisión del castillo de señor a señor no se hizo por las armas sino por matrimonios sucesivos. Estos traspasos pacíficos permitieron el enriquecimiento y el embellecimiento del castillo a lo largo de los siglos.

### El castillo bajo el dominio de los Courtenay y los d'Artois
En el siglo XII, bajo la influencia de las familias de Vierzon luego Courtenay, poderosas en Berry, el castillo de Mehun, ya existente, fue reconstruido y transformado en una fortaleza.
Verdadera fortaleza, el edificio sirve de defensa a la población de Mehunoise y la vida de la ciudad medieval se organiza en torno a la fortaleza.
Después de haber estado bajo el dominio de la familia señorial de Courtenay, el castillo volvió por herencia a la familia capeta de Artois hasta el destierro de Robert III de Artois.
La fortaleza de Mehun-Sur-Yèvre y el castillo fortificado entraron entonces en el dominio real para ser entregados a Jean de Luxemburgo, rey de Bohemia. El castillo volverá de nuevo a la dinastía Valois tras el matrimonio de la hija de Jean de Luxemburgo, Bonne, y el hijo heredero del rey Philippe VI de Valois, Jean II le Bon, padre del futuro duque de Berry Jean  I.
En 1360, a Jean de France, duque de Berry, se le concedió el feudo de Mehun-Sur-Yèvre como apacentamiento.

### Los Valois: las transformaciones del duque de Berry

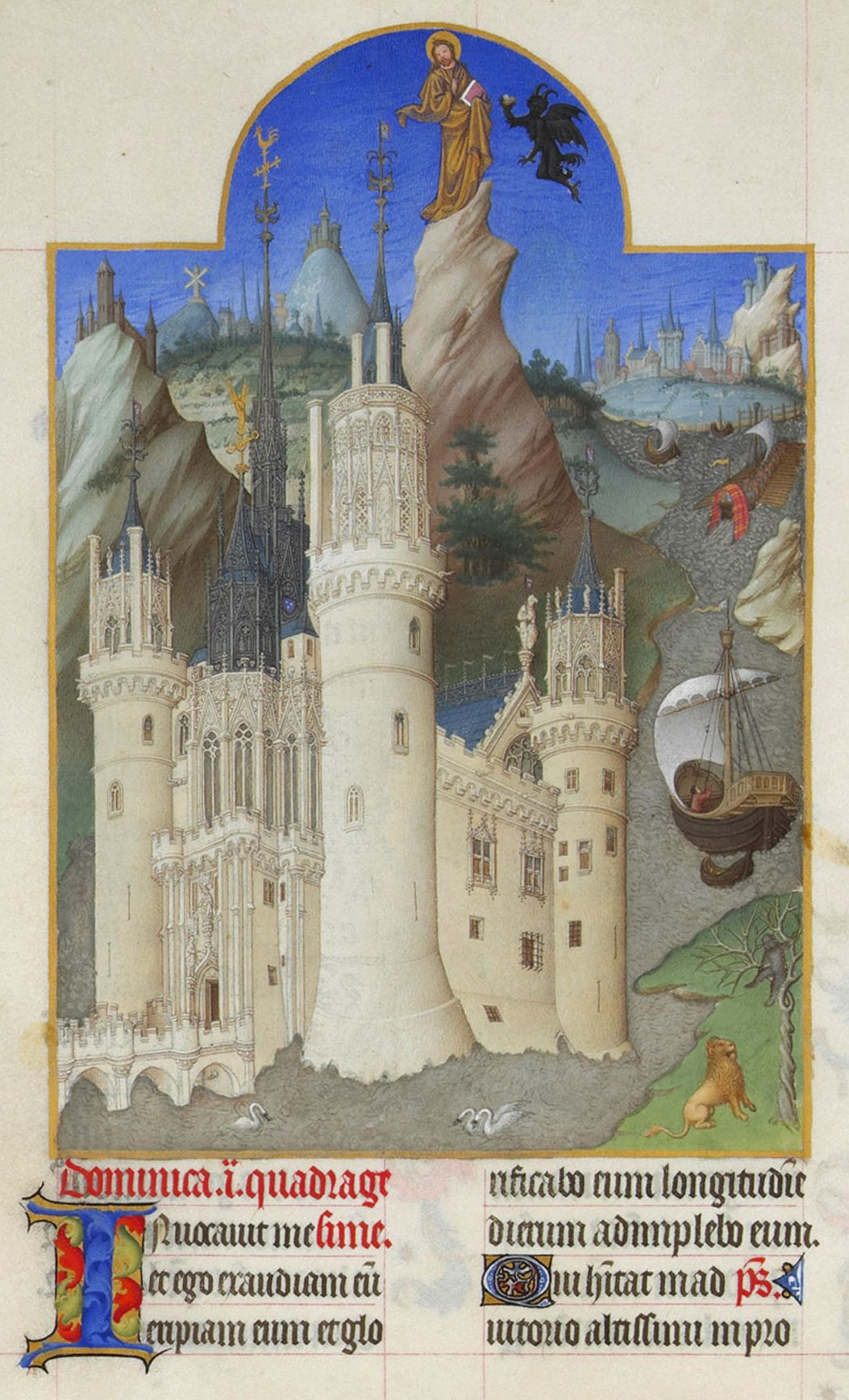
La tentación de Cristo, folio 161v de Très Riches Heures du Duc de Berry, el castillo alrededor de 1420, Musée Condé, Chantillí, ms. 65.

Jean de France, duque de Berry (1340-1416) fue uno de los primeros y más importantes programas arquitectónicos de Mehun-sur-Yèvre.
El Duque dispuso de una fortaleza defensiva, un castillo filipino, transformado en una lujosa residencia de recreo, de inspiración gótica, dotada de las más suntuosas decoraciones de su época, por su primer Maestro General de Obras, Guy de Dammartin. El sitio de construcción fue prodigioso.
Este trabajo comenzó con el regreso del príncipe de su cautiverio inglés en 1367 y se prolongó durante cincuenta años, hasta su muerte en 1416, pero Jean de Berry no pudo ver el final del trabajo.

### Los Valois: Mehun-sur-Yèvre según Jean de Berry
El castillo, suntuoso y prestigioso para la época, acogió a numerosos señores y personajes históricos. Los personajes más ilustres, como Jacques Coeur o la reina María de Anjou, contribuyeron a la riqueza de la vida cortesana en el castillo.
Durante las guerras feudales entre feudos, muchos señores se refugiaron en Mehun-sur-Yèvre, como el duque de Guyenne, hermano menor de Louis XI, haciendo del castillo una fortaleza inexpugnable y un lugar de alto poder en el XV XV . siglo Charles VII, su padre, lo convirtió en su castillo de placer durante la Guerra de los Cien Años y dirigió allí ciertas estrategias militares importantes, incluida la reconquista de Orleans. En 1429, Juana de Arco pasó allí una temporada con él.
Fue dentro de sus muros donde murió el rey Charles VIII, el 22 de julio de 1461.

### De los días de gloria al declive
Después del reinado de Charles VII, cayó en el olvido a favor de los castillos del Loira . Con su arquitectura original, el castillo habrá marcado un período de transición entre la Edad Media y el Renacimiento.
En los siglos que siguieron, no resistió los incendios, la destrucción y los saqueos. En el siglo XVI, un primer incendio destruyó parte del castillo.
Luego las Guerras de Religión (1562-1598) y la Revolución Francesa (1789-1794) acabaron dando la campanada de muerte por la destrucción de gran parte del castillo, constituido como cantera de piedra destinada a la construcción de viviendas. Luego, el castillo pasó de propietario en propietario antes de ser catalogado como monumento histórico. Desde el siglo XVII , las tierras, el señorío y la castellanía de Mehun se habían prometido al Pot, marqués de Rodas: Charles, Señor de Menetou y Gran Maestro de Ceremonias de Francia, luego su hija Marie-Louise-Charlotte, esposa en 1713 del Mariscal de Mérode.
Bajo la Restauración, el prefecto de Cher Pons-Louis-François de Villeneuve-Hauterive animó encarecidamente al municipio de Mehun a comprar el castillo en ruinas, que pasó a ser propiedad municipal (marzo-abril de 1817).
El castillo es objeto de una clasificación como monumento histórico por la lista de 1840. Actualmente es propiedad del municipio de Mehun y transformado en museo dedicado al rey Charles VII y su reinado. El castillo también ha sido objeto de excavaciones arqueológicas durante veinte años que han llevado al descubrimiento de otras estancias del castillo enterradas en la vegetación. El castillo es también escenario de una fiesta medieval que tiene lugar cada verano en el mes de julio.

### Ruinas
Las excavaciones arqueológicas realizadas han permitido salvar las ruinas a pesar de la degradación por falta de financiación.

## Descripción

### La existencia de castillos defensivos anteriores
Antes de que Jean de Berry iniciara las obras de restauración y transformación en un lujoso palacio, vestigios de castillos anteriores al siglo XIV existió alrededor del sitio. Varios de estos cimientos preexistentes se utilizaron para reconstruir.
Más de diez bases de sucesivos castillos defensivos constituyeron los cimientos del castillo de Valois. La arquitectura de estas construcciones anteriores difería según los períodos de construcción, desde simples cimientos primitivos, hechos de madera, hasta bases más sólidas, construidas con piedra. Cada uno tenía la vocación de defender la ciudad, especialmente durante las guerras señoriales.
Desde siglo IX a XIV el aspecto arquitectónico del castillo respetaba el plan típico de los castillos fortificados. Las cuatro torres, incluidas la mazmorra, la oficina de correos y la residencia principal del señor, se conservaron durante la reconstrucción del edificio bajo la dirección de Jean de Berry. El profundo foso, también conservado, daba la impresión de una fortaleza inexpugnable y era una defensa más contra los invasores. Fue en siglo XII y XIII que la fortificación fue provista de flancos rectangulares, luego de torres circulares.
Antes de las importantes transformaciones del Duque de Berry, el castillo fue modificado y modernizado muchas veces por iniciativa de los castellanos del lugar. Desde IX noveno siglo, Béatrix de Mehun transformó el castillo de madera y piedra para convertirlo en una residencia. Luego, bajo el impulso de Mahaut de Mehun, esposa de Robert  I de Courtenay-Champignelles y su nieta Amicie de Mehun-Courtenay, se convirtió en un verdadero lugar de cultura en el siglo XIII.

### El castillo de Jean de Berry

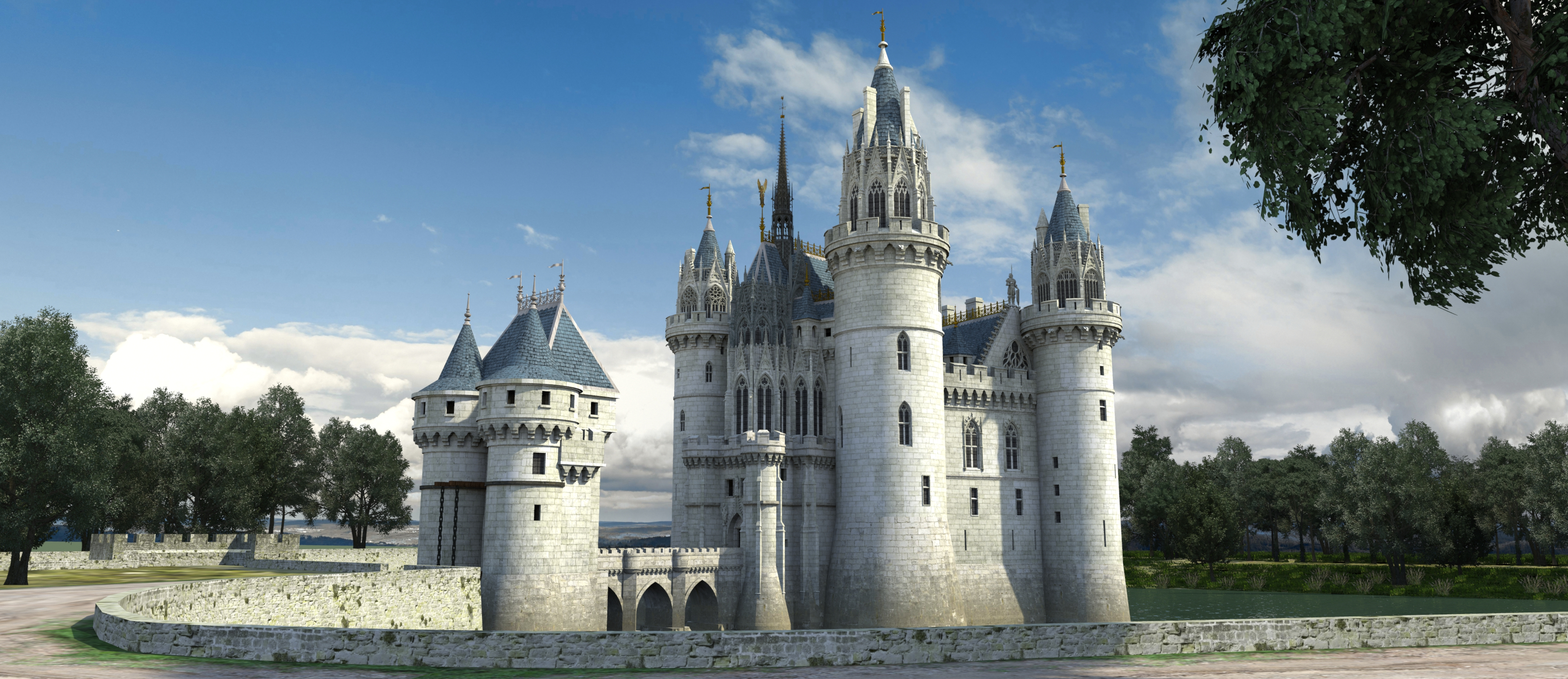
Castillo de Mehun-sur-Yèvre - renderizado 3D

Transformado en palacio en el XIV XIV siglo por Jean de Berry, el estado del castillo, hacia 1420 nos es conocido gracias a la miniatura de la tentación de Cristo, atribuida a los hermanos de Limburgo, en el libro de horas Les Très Riches Heures du duc de Berry. Se pueden ver cuatro torres cilíndricas de doble corona, siendo la parte superior de planta poligonal, con un entramado de ventanales, hastiales y pináculos de estilo gótico oscilante entre radiante y flamígero. Sobre la puerta del puente levadizo almenado con matacanes y torres vigías, se alza el ábside de la capilla del mismo estilo que las partes superiores de las torres. Posteriormente, en el siglo XV, fue adaptado para la artillería.

### El castillo hoy
Los restos aún visibles hoy en día datan principalmente del siglo XIV, durante el cual fue remodelado de 1367 a 1390 para el duque Jean de Berry por el arquitecto Guy de Dammartin para convertirlo en una lujosa residencia. La decoración tallada se debe a los talleres de André Beauneveu y Jean de Cambrai.
En gran parte en ruinas desde el siglo XVIII, fue uno de los castillos góticos más curiosos  . Las ruinas del castillo aún hoy muestran esta excentricidad arquitectónica, mezclando elementos de un castillo fortificado y una lujosa residencia. En ciertos tramos de los muros de las torres aparecen claramente vestigios de esculturas. También son visibles en el suelo los basamentos de un antiguo castillo fortificado, así como las separaciones de las estancias del castillo trazadas en el suelo.
Sobre la puerta del castillo se construyó una elegante capilla, ahora destruida. Sólo un arranque de bóveda y una consola, así como el muro lateral de un vano, atestiguan la presencia del edificio.
La torre principal alberga el Museo Carlos VII (Musée de France) y presenta notables colecciones arqueológicas (adoquines, esculturas, cerámicas, etc.) Una vista panorámica excepcional completa la visita. La entrada también es válida para descubrir el resto de colecciones relacionadas con la historia de la ciudad y Berry : el Poste de Porcelana. Los jardines del duque de Berry todavía dan una buena idea de este entorno turístico, un lugar importante en la historia de Francia.

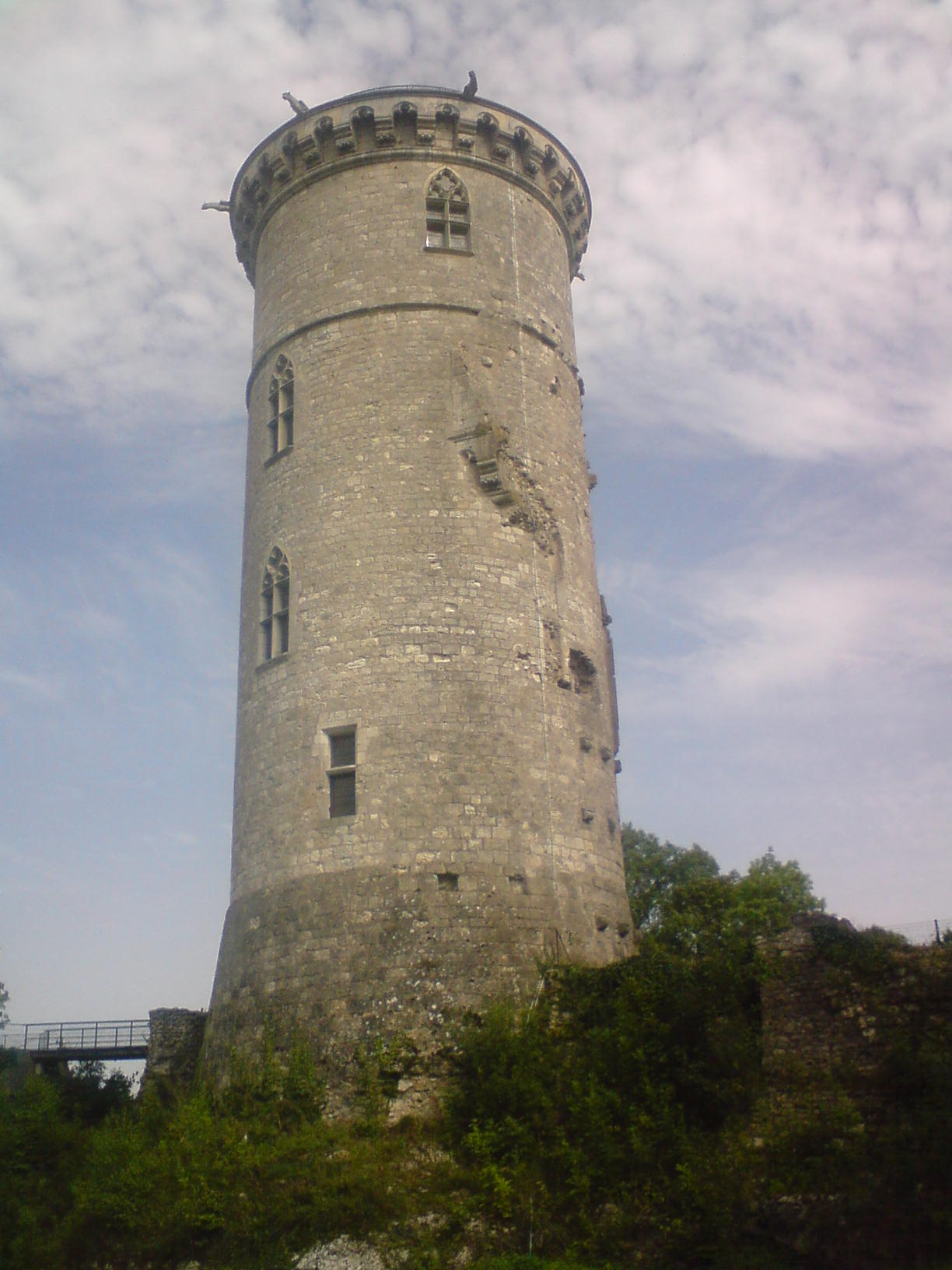
Torreón del castillo.
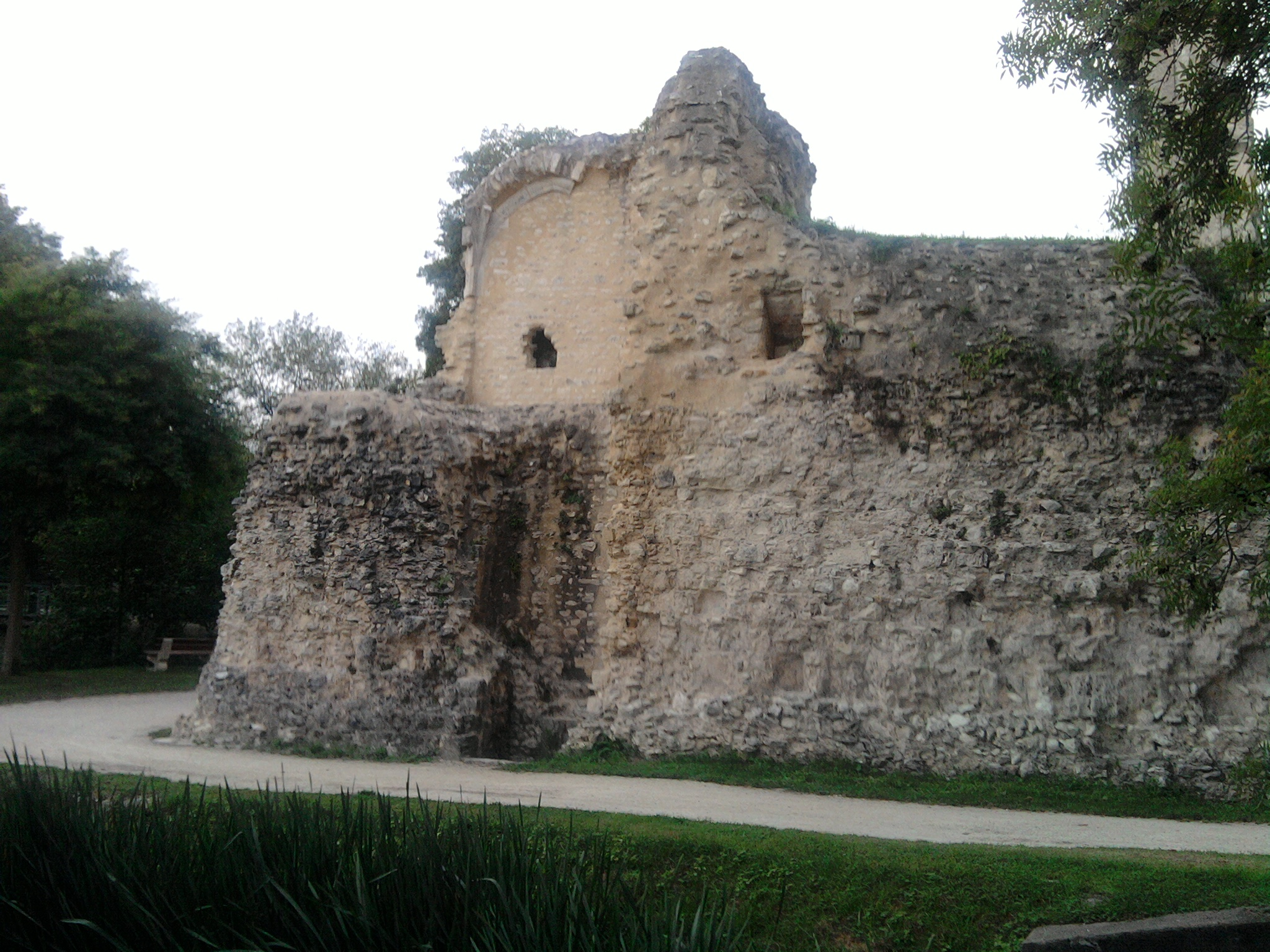
Torre de hornos.
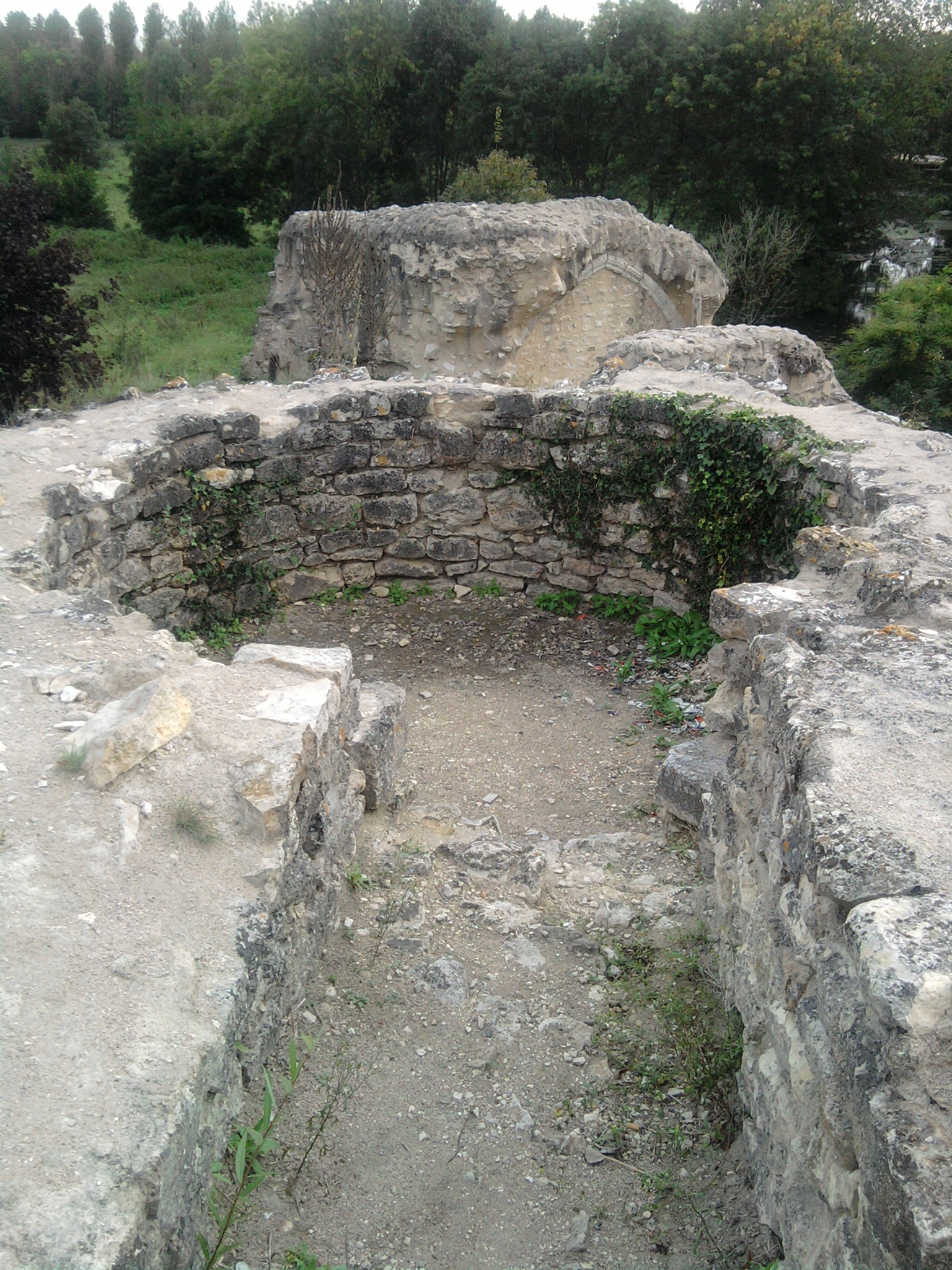
Base de la torre del observatorio.
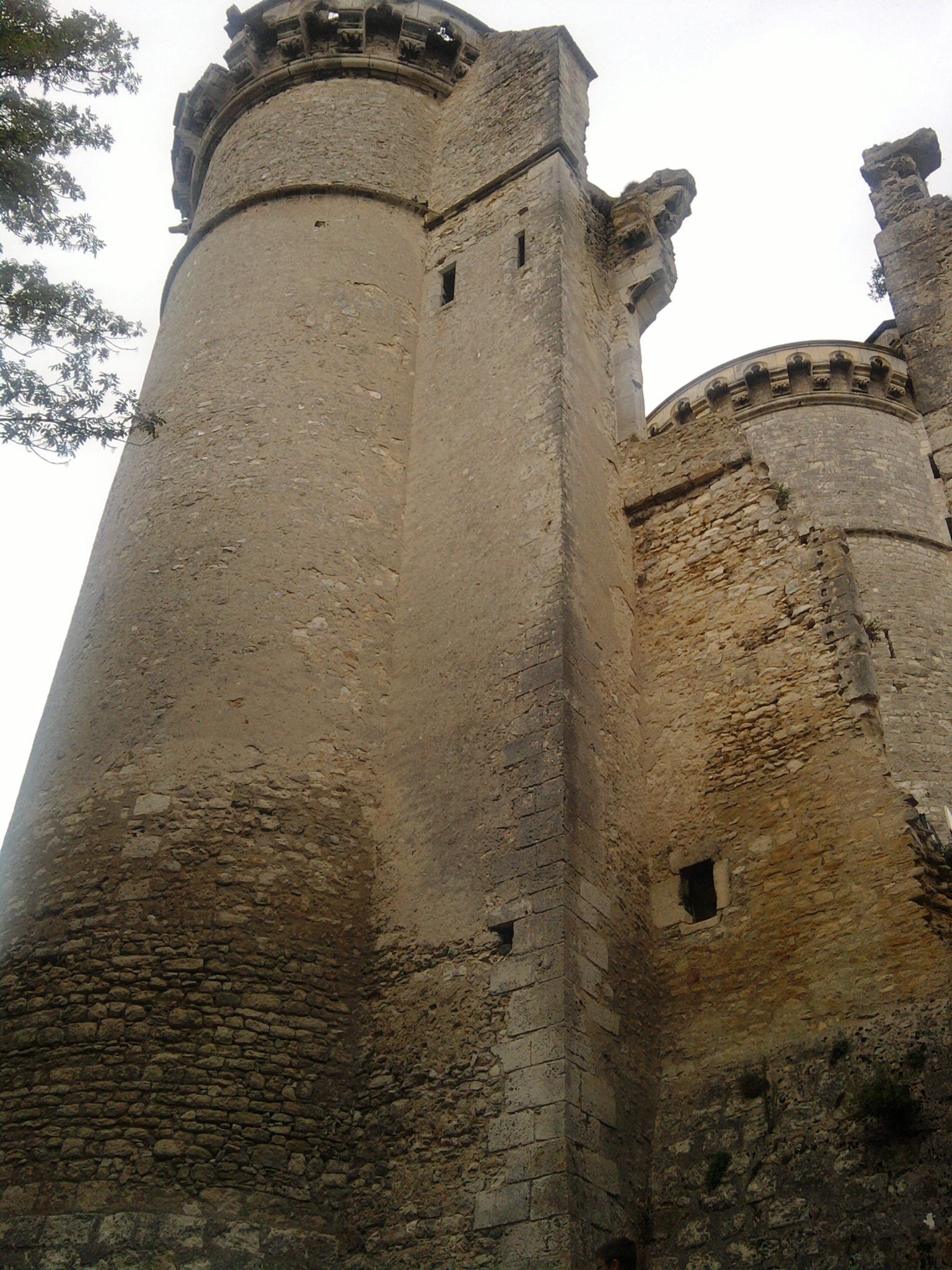
Ruinas de la torre oeste y del salón ceremonial.
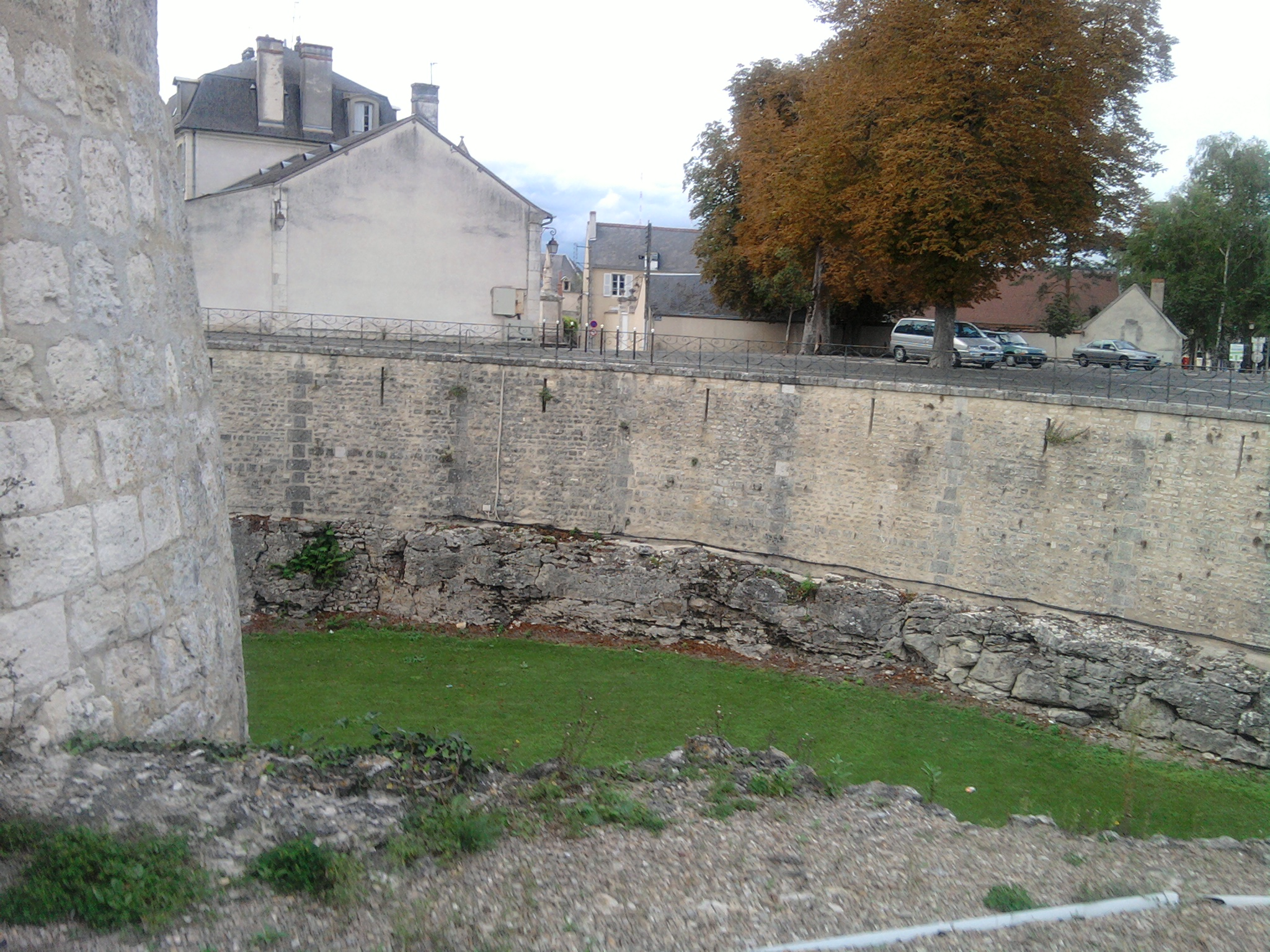
Antiguo foso del castillo.

## El castillo en las artes y la cultura

### literatura y pintura
El castillo está representado en una miniatura de las Muy Ricas Horas del duque de Berry en el centro de una escena de La tentación de Cristo ( fo 161 v o ), para ilustrar el primer domingo de Cuaresma del Libro de Horas . Se atribuye su construcción a los hermanos Limbourg entre 1411 y 1414.
El castillo se puede visitar en 3D en el sitio Richesheures.net.